# Allopatie
Alopatická medicína nebo alopatie je archaický hanlivý pojem, který se používá pro "heroickou medicínu", která je předchůdce moderní medicíny založené na vědeckých poznatcích. V používání tohoto termínu existují regionální rozdíly. Ve Spojených státech se termín používá v protikladu k osteopatické medicíně, zejména v oblasti lékařského vzdělávání. Termín byl vytvořen v roce 1810 vynálezcem homeopatie Samuelem Hahnemannem a původně byl používán homeopaty 19. století jako hanlivý výraz pro heroickou medicínu – tradiční evropskou medicínu té doby a předchůdkyni moderní medicíny, která se neopírala o důkazy účinnosti.

Mezi homeopaty a dalšími zastánci alternativní medicíny se nyní „alopatická medicína“ vztahuje na „širokou kategorii lékařské praxe, která se někdy nazývá západní medicína, biomedicína, medicína založená na důkazech nebo moderní medicína“. Tento popis se nadále používal k označení všeho, co nebylo homeopatií.

Význam, který toto označení implikuje, nebyl konvenční medicínou nikdy přijat a někteří jej stále považují za pejorativní. Česká vědecká medicína termín alopatie nepoužívá.

## Etymologie
Výrazy „alopatická medicína“ a „alopatie“ jsou odvozeny z řecké předpony ἄλλος, állos, „jiný“ a přípony πάθος, páthos, „utrpení“.

## Historie

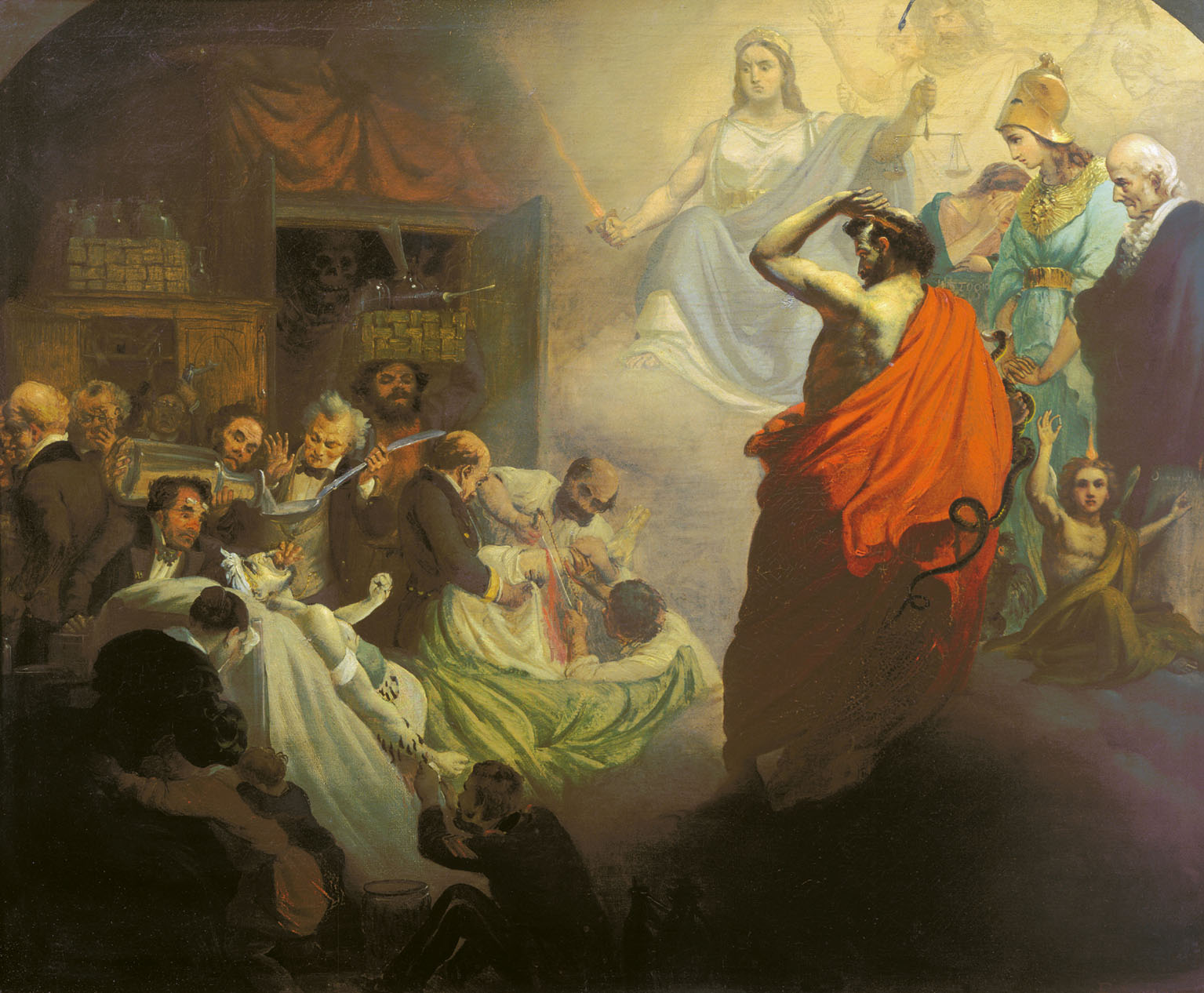
Homeopatie s hrůzou nahlíží na alopatii, obraz Rusa Alexandra Beydemana z 19. století

Lékařská praxe v Evropě i v Severní Americe na počátku 19. století je někdy označována jako heroická medicína kvůli extrémním opatřením (např. pouštění žilou), která byla někdy používána ve snaze léčit nemoci. Termín alopat používal Hahnemann a další první homeopaté, aby zdůraznili rozdíl, který vnímali mezi homeopatií a „konvenční“ heroickou medicínou té doby. Termínem alopatie chtěl Hahnemann poukázat na to, že lékaři s konvenčním vzděláním používají terapeutické přístupy, které podle jeho názoru pouze léčí symptomy a neřeší disharmonii, jež vzniká v důsledku základního onemocnění.[zdroj?] Homeopaté považovali takovou symptomatickou léčbu za „léčení protikladů protiklady“ a věřili, že jsou tyto metody pro pacienty škodlivé.
Praktici alternativní medicíny používají od 19. století v Evropě i ve Spojených státech termín „alopatická medicína“ pro označení praxe konvenční medicíny. V tomto století se termín alopat používal nejčastěji jako hanlivé označení pro praktiky heroické medicíny, předchůdce moderní medicíny, která se sama o sobě neopírala o důkazy účinnosti. Heroická medicína vycházela z přesvědčení, že nemoc je způsobena nerovnováhou mezi čtyřmi základními tělesnými šťávami (krví, žlučí, černou žlučí a hlenem), a snažila se léčit příznaky nemoci nápravou této nerovnováhy, přičemž používala „drsné“ metody k vyvolání příznaků považovaných za protikladné příznakům nemocí, místo aby léčila jejich příčiny: nemoc byla způsobena nadbytkem jedné šťávy, a proto se léčila jejím „protikladem“.
O tomto historickém pejorativním užití pojednává James Whorton:

| „ | Jednou z forem slovní války, kterou nepravidelně používali v odvetě, bylo slovo „alopatie“. ... „Alopatie“ a „alopatický“ byly hojně používány jako pejorativa všemi neheroickými lékaři devatenáctého století a tyto výrazy byly těmi, na které byly namířeny, považovány za velmi urážlivé. Obecně bezvýhradné přijímání (termínu) „alopatická medicína“ dnešními lékaři svědčí jak o nedostatečném povědomí o historickém používání tohoto termínu, tak o nedávném rozmrazení vztahů mezi lékaři a praktiky alternativní medicíny. | “ |

Kontroverze kolem tohoto termínu lze vysledovat až k jeho původnímu použití během vášnivé debaty v 19. století mezi praktikujícími homeopaty a těmi, které posměšně označovali jako „alopaty“.
Hahnemann používal výraz „alopatie“ k označení toho, co považoval za systém medicíny, který bojuje proti nemocem používáním léků, které u zdravého subjektu vyvolávají účinky odlišné (odtud řecký kořen allo- „jiný“) od účinků vyvolaných léčenou nemocí. Rozdíl vychází z toho, že v homeopatii se k léčbě pacientů používají látky, které mají vyvolat podobné účinky jako příznaky nemoci („homeo“ znamená podobný).
Termín alopatie, jak jej používají homeopaté, vždy označoval princip léčby nemocí podáváním látek, které vyvolávají jiné příznaky (při podání zdravému člověku) než příznaky vyvolané nemocí. Například součástí alopatické léčby horečky může být použití léku, který snižuje horečku, a zároveň léku (například antibiotika), který napadá příčinu horečky (například bakteriální infekci). Homeopatická léčba horečky je naopak taková, při níž se používá zředěná dávka látky, která by v neředěné formě vyvolala horečku u zdravého člověka. Tyto přípravky se obvykle ředí tak silně, že již neobsahují žádné skutečné částice původní látky. Hahnemann používal tento termín, aby odlišil medicínu, jak se praktikovala v jeho době, od jeho používání nekonečně malých (nebo neexistujících) dávek látek k léčbě duchovních příčin nemocí.

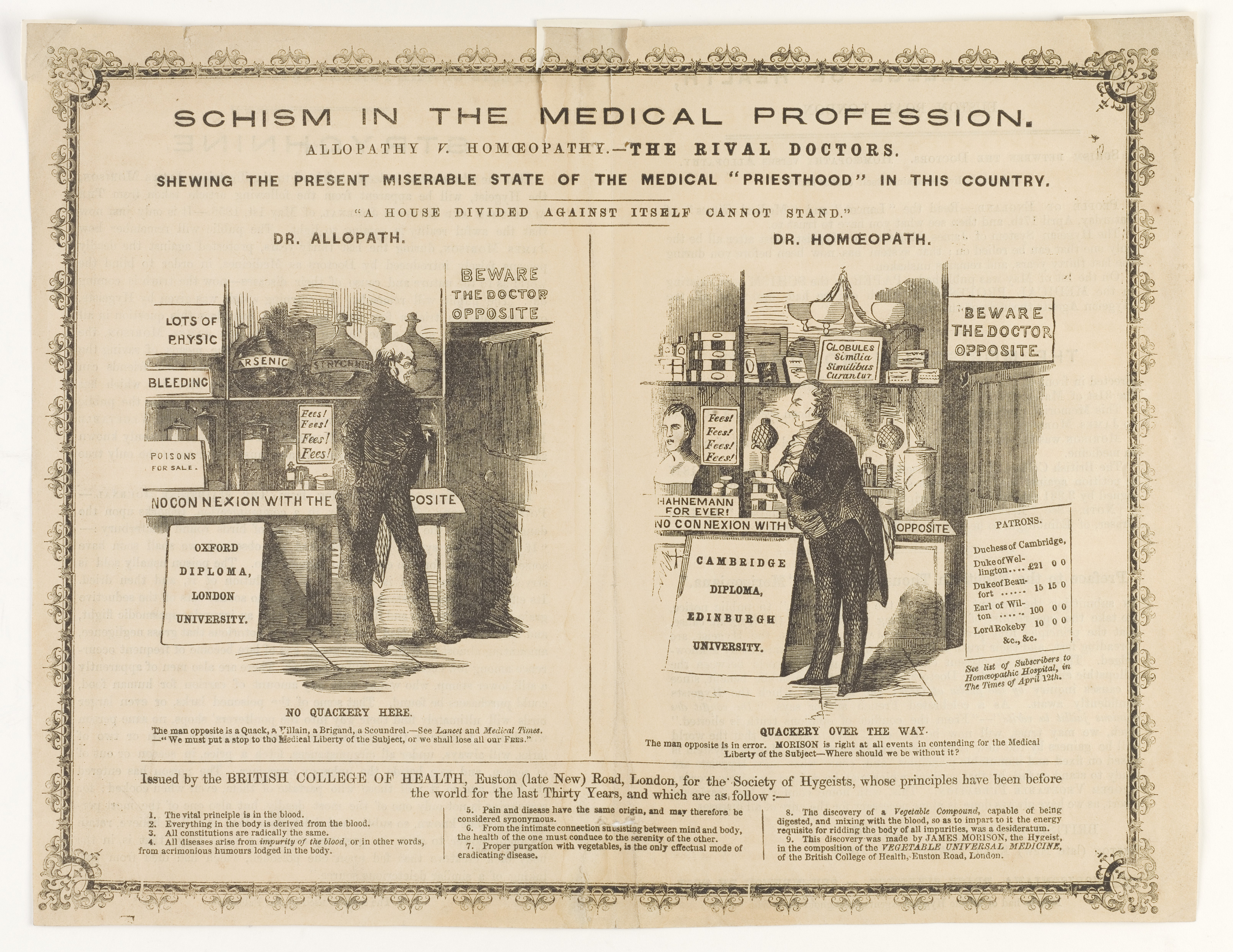
Propagandistický leták porovnávající homeopatii s alopatií.

Companion Encyclopedia of the History of Medicine uvádí, že „(Hahnemann) dal běžné praxi všeobjímající název a nazval ji „alopatie“. Tento termín, jakkoli nepřesný, používali jeho stoupenci a další neortodoxní hnutí k označení převládajících metod, které nepředstavují nic jiného než konkurenční „školu“ medicíny, jakkoli dominantní co do počtu praktikujících zastánců a pacientů“.
Na rozdíl od současného používání Hahnemann vyhradil termín „alopatická medicína“ pro léčbu nemocí pomocí léků, které vyvolávají symptomy nesouvisející (tj. ani podobné, ani opačné) s nemocí. Praxi léčby nemocí pomocí léků vyvolávajících symptomy opačné k symptomům pacienta nazýval „enantiopatická“ (z řeckého ἐνάντιος (enántios), což znamená „opačný“) nebo „antipatická medicína“. Po Hahnemannově smrti se termín „enantiopatie“ přestal používat a oba pojmy alopatie a enantiopatie se víceméně sjednotily. Oba však spíše než o současných představách vypovídají o tom, co si Hahnemann myslel o lékařské praxi své doby. Konvenční lékaři 19. století nikdy nepředpokládali, že léčebné účinky léků nutně souvisejí s příznaky, které vyvolávají u zdravých (např. James Lind v roce 1747 systematicky testoval několik běžných látek a potravin na jejich účinek při léčbě kurdějí a zjistil, že specificky účinná je citronová šťáva. Neprováděl žádné studie těchto látek na zdravých dobrovolnících).

## Současnost
Termín se v moderní době používá k rozlišení dvou typů amerických lékařských škol: Alopatická (udělující titul MD) a osteopatická (udělující titul DO).
Používání tohoto termínu zůstává mezi homeopaty běžné a rozšířilo se i do jiných postupů alternativní medicíny. Význam, který toto označení implikuje, nebyl konvenční medicínou nikdy přijat a někteří jej stále považují za pejorativní. William Jarvis, odborník na alternativní medicínu a veřejné zdraví, uvádí, že „ačkoli mnoho moderních terapií lze vykládat tak, že odpovídají alopatickému zdůvodnění (např. použití projímadla k odstranění zácpy), standardní medicína nikdy neplatila za věrnou alopatickému principu“ a že označení „alopat“ bylo „běžnou medicínou považováno za velmi posměšné“.
Většina moderních léčebných postupů založených na vědě (např. antibiotika, vakcíny a chemoterapeutika) neodpovídá definici alopatie Samuela Hahnemanna, protože se snaží předcházet nemocem nebo zmírnit nemoc odstraněním její příčiny.
Představa o účinnosti metod a preparátů založených na středověkém magickém principu podobnosti (např. srdčité listy jsou dobré „na srdce“) je neudržitelná, a proto nemá smysl ani dělení na dva protichůdné principy. Česká vědecká medicína termín alopatie nepoužívá.